# Касымбеков, Уланбек Токторалиевич
Уланбек Токторалиевич Касымбеков (род. 26 августа 1990, в Аксыйском районе Джалал-Абадской области, Киргизская ССР) — киргизский боец смешанных боевых искусств.

## Биография
Уланбек Касымбеков родился в 1990 году в Аксыйском районе Джалал-Абадской области. В детстве занимался карате и вольной борьбой. В 19 лет начал заниматься кикбоксингом  под руководством заслуженного тренера КР Алтая Омурбаева. В 2007 году окончил школу и поступил в КГУ имени И. Арабаева.
За годы активности он совмещал спорт с творчеством и исполнил несколько авторских песен.

## Спортивная карьера
- В 2013 году — Госагентством физической культуры и спорта Кыргызстана был признан одним из лучших спортсменов года[3].
- В 2014 году — присвоено звание «Лучший спортсмен Кыргызстана».
- В 2015 году — стал чемпионом мира по версии WAKO, победив в финале мирового турнира в Белграде марокканца Иссама Боугалира 2:1[4][5]. Получил награду «Почётный гражданин Аксыйского района» и в том же году был признан «Лучшим кикбоксером» и «Лучшим спортсменом» года по версии спортивного журнала Top.kg[6].
- В 2017 году — завоевал серебряную медаль на Чемпионате Кыргызстана по кикбоксингу[7][8].
- В 2012-2018 годах — выиграл три золотые медали на чемпионатах Азии и две на Кубке мира[9].